# ميشيل إنيرت
ميشيل إنيرت (بالإنجليزية:  Michelle Enyeart)‏ (من مواليد 26 يوليو 1988) هي لاعبة كرة قدم أمريكية من هيميت، كاليفورنيا. كانت مهاجمة في جامعة بورتلاند فريق كرة القدم النسائية وفريق كرة القدم الوطني للمرأة في الولايات المتحدة.

## المسيرة المهنية

### مع المنتخب الوطني
كانت إنيرت عضوًا في فريق كرة القدم الوطني للسيدات للولايات المتحدة من 2006 إلى 2008، وتنافس في ألعاب عموم أمريكا 2007 وكأس العالم للسيدات 2008 في تشيلي.
وهي حاليًا تحتل المركز التاسع على الإطلاق في الأهداف المسجلة للمنتخب الوطني للسيدات تحت 20 سنة، مع تسعة أهداف دولية. جاءت ستة من هذه الأهداف خلال بطولة كونكاكاف للسيدات 2008 في بويبلا، المكسيك.

## روابط خارجية
- ميشيل إنيرت على موقع الاتحاد الدولي (مؤرشف)  (الإنجليزية)
- صفحة لاعبي بورتلاند